# Sandalops melancholicus
Sandalops melancholicus Chun, 1906 è una specie di molluschi cefalopodi appartenente alla famiglia Cranchiidae, unico membro del genere Sandalops.

## Descrizione
S. melancholicus ha il mantello relativamente tozzo rispetto ad altri membri della famiglia Cranchiidae, ha forma conica leggermente rigonfia, raggiunge il diametro maggiore a un terzo dall'estremità anteriore e fnisce posteriormente con una punta ottusa. Le pinne sono piccole, di forma rotondeggiante e poste all'estremità posteriore del corpo, la cui punta è però libera. Gli occhi sono molto grandi, sporgenti, diretti in avanti verso la corona brachiale e di forma sferica. Sul globo oculare sono presenti due fotofori, uno molto grande nella parte posteriore e uno più piccolo in quella anteriore. Nelle paralarve e negli immaturi gli occhi sono tubulari.
Il mantello raggiunge una lunghezza di 11 cm.

## Distribuzione e habitat
Questa specie ha distribuzione cosmopolita negli oceani tropicali e subtropicali; nell'oceano Atlantico è presente tra 37° sud e 40° nord.
Gli adulti di S melancholicus vivono nella zona batipelagica a profondità anche superiori a 2000 metri. I giovanili e le paralarve vivono in acque molto meno profonde spostandosi in profondità con l'aumentare delle dimensioni come suggede nella generalità dei Cranchiidae. La specie è pelagica in ogni stadio vitale. Non sembra effettuare migrazioni nictemerali.

## Tassonomia
Alcuni autorevoli teutologi ritengono che Sandalops melancholicus sia in realtà un complesso di specie.